# 中山卓也 (技術者)
中山 卓也（なかやま たくや、1969年10月13日 - ）は、日本のコンピュータ技術者。大阪府大阪市生まれ、豊中市育ち。
1995年、AppleのMacintoshでPoint-to-Point Protocol通信を行うためのドライバー MacPPP 2.2.0a-J をリリースする。
現在は、システムエンジニア、システムコンサルタントとして活動中。